# 김은희 (교수)
김은희 (金恩姬, Grace EunHee Kim, 196년 3월 28일 - ) 대한민국의 오르가니스트, 교회음악학자, 지휘자이며 교수이다. 현재 횃불트리니티신학대학원대학교에서 실천신학및 예배음악 교수이다. 한국 복음주의 교회음악학회 회장, 미국 오르가니스트 협회 한국 회장을 역임하였다.  목회자의 자녀로 태어나서 어려서부터 피아노를 시작하여 후에 파이프오르간 연주자로 기독교 찬송가연주의 권위자로 평가된다. 그의 남편은 한국성서대학교의 김승호 교수이다.

## 학력
- South Eastern Baptist Theological Seminary 교회음악석사(M.C.M)과정이수
- Duquesne University, Pittsburg 음악석사(M.M)졸업
- American Conservatory of Music에서 음악박사(D.M.A)졸업

## 경력
- 횃불트리니티신학대학원대학교 실천신학/예배음악교수(2012-현재)
- 횃불트리니티 콘서바토리 원장(2013-2019)
- 횃불트리니티신학대학원대학교 Seminary Choir지휘자
- 성락성결교회 샬롬찬양대 지휘자(2018년 부임)
- 명성교회 오르가니스트
- CTS 라디오 JOY, 미주 글로벌 복음방송 김은희 교수의[나를 세운 찬송]진행자
- Southeastern Baptist Theological Seminary 교회음악석사(M.C.M)과정이수
- University of North Texas 음악석사(M.M)과정수료
- Duquesne University, Pittsburg 음악석사(M.M)졸업
- American Conservatory of Music에서 음악박사(D.M.A)졸업 및 동 대학원 교수역임
- 박사학위 총장상 The Leo and Margaret Presidential Full Scholarship(전액 장학금)수상
- 총신대학교 교수, 총신 콘서바토리 원장(2004-2011년)역임
- 총신 콘서바토리 교수앙상블 “찾아가는 연주회” 음악감독 역임
- 미국 오르가니스트 협회 한국 회장(AGO Korea Chapter Dean)역임(2010-2013)
- 극동 ART TV [교회가 있는 풍경]프로 연주 및 앵커 역임(2011-2012)
- 미국 오르가니스트 협회 정회원 및 한국지부 회장역임(2010-2012)
- 한국 복음주의 교회음악학회 회장 역임(2014-2016)

## 활동
김은희 오르가니스트는 현재 예배음악/실천신학 교수로 2012년부터 횃불트리니티신학대학원대학교 교수로 재직하고 있다. 미국 Southeastern Baptist Theological Seminary에서 교회음악 석사과정(M.C.M)과 University of North Texas에서 음악석사과정을 이수하였고, Duquesne University, Pittsburgh에서 M.M.(음악석사)학위를 취득하였다. American Conservatory of Music에서 D.M.A.(음악박사학위)를 The Leo and Margaret Presidential Full Scholarship(총장상 전액장학금)으로 취득하였다. 아울러 동 대학교 교수로 3년간 재직한 후 95년에 귀국하여 계명대학교,안양대학교, 한국성서대학교, 장로회신학대학교에서 강의하였고 2004년부터 8년간 총신대학교 교수로 재직하였다. 극동 Art TV [교회가 있는 풍경], CTS라디오 JOY [나를 세운찬송]등의 방송 앵커로 강연 및 저술활동과 더불어 세종문화회관 파이프 오르간 협연을, CBS TV 창사 50주년 기념연주로 C.F.Gounod의 Missa Solemnis(St.Cecilia를, 2018. 9월 세계 4대 오페라 World Gala Opera Concert 세종문화회관파이프 오르간 특별연주자로 연주 및 협연하였으며, 지난 2019. 6월 롯데 콘서트홀에서 French Fantasia Series II, W.필 오케스트라와 G. Faure의 Requiem in dminor Op.48을 협연하며 왕성한 연주 활동을 하고 있다.

## 저서
- 찬송가 즉흥연주곡집 1권 “영광의 왕께” (총신대 출판부)
- 찬송가 즉흥연주곡집 2권 ”갈보리산 위에” (총신대 출판부)
- 예배를 위한 피아노 찬양곡집 (빛나라 출판사)
- 피아노 찬송가 주해 연주곡집 “내 주를 가까이” (중앙 아트)
- 찬송가 주제에 의한 예배용 오르간 즉흥 연주곡집(중앙 아트)
- 기독교 예배음악의 이해 Understanding Worship Music (중앙 아트)

## 같이 보기
- 한국의 신학자 목록
- 여성학자